# 厚嘴渡鸦
厚嘴渡鸦（学名：Corvus crassirostris），是鸦科鸦属的一种，分布于索马里、苏丹、厄立特里亚和埃塞俄比亚。全球活动范围约为466,000平方千米。该物种的保护状况被评为无危。
厚嘴渡鸦的平均体重约为1.14千克。栖息地包括城市、亚热带或热带的高海拔疏灌丛、耕地、亚热带或热带的湿润山地林、干燥的稀树草原、亚热带或热带的高海拔草原和亚热带或热带的湿润低地林。